# Носко, Алексей Сергеевич
Алексей Сергеевич Носко (бел. Аляксей Сяргеевіч Наско; род. 15 августа 1996, Гродно) — белорусский футболист, защитник и полузащитник клуба «Согдиана».

## Биография
Воспитанник гродненской ДЮСШ «Белкард», первый тренер — Владимир Павлович Семериков. С 2012 года выступал за дубль гродненского «Немана», провёл 70 матчей и забил 2 гола в первенстве дублёров (2012—2016). За основную команду «Немана» дебютировал 21 марта 2015 года в матче 1/4 финала Кубка Беларуси против БАТЭ, выйдя на замену в компенсированное время. В высшей лиге Беларуси дебютировал 30 мая 2015 года в матче против «Гранита» и за полтора сезона в составе гродненского клуба провёл 10 матчей.
Осенью 2016 года играл на правах аренды за клуб первой лиги «Сморгонь». В 2017 году перешёл в другой клуб первой лиги — минский «Энергетик-БГУ», где со временем получил капитанскую повязку. По итогам сезона 2018 года со своим клубом стал серебряным призёром первой лиги и заслужил право на повышение в классе. В ходе сезона 2019 года подписал контракт с клубом «Динамо-Брест», но продолжил играть за «Энергетик» на правах аренды. В декабре вернулся из аренды в «Динамо», однако вскоре вновь присоединился к «Энергетику-БГУ».
В сентябре 2020 года было объявлено, что с нового сезона Носко будет выступать за борисовский БАТЭ. Дебютировал в новой команде 14 марта 2021 года в игре первого тура против «Слуцка», заменив на 66-й минуте Павла Карасёва. В июле был отдан в аренду «Торпедо-БелАЗ», где играл преимущественно в стартовом составе. По окончании аренды в январе 2022 года начал тренироваться с БАТЭ. В финале за Кубок Беларуси проиграл «Гомелю» со счётом 1:2 и стал серебряным призёром турнира.
В июле 2022 года отправился в аренду в казахстанский «Мактаарал». Дебютировал за клуб 31 июля 2022 года в матче Кубка Казахстана против костанайского «Тобола». Первый матч в Премьер Лиге сыграл 20 августа 2022 года против «Турана». Дебютный гол за клуб забил 23 октября 2022 года в матче против костанайского «Тобола». За время аренды футболист записал в свой актив забитый гол и 2 результативные передачи. По окончании арендного соглашения покинул клуб.
В январе 2023 года в футболист начал готовиться к сезону с борисовским клубом. В феврале 2023 года футболист находился в распоряжении узбекистанского клуба «Бунёдкор». Вскоре футболист на правах арендного соглашения перешёл в узбекистанский клуб. Дебютировал за клуб 4 марта 2023 года в матче против клуба «Согдиана».
В январе 2024 года футболист перешёл в узбекский клуб «Согдиана». В сезоне-2024 сыграл 13 матчей, отметившись результативной передачей. Вместе с клубом занял четвертое место.
В январе 2025 года перешел в клуб «МЛ Витебск».

### В сборной
Сыграл один матч за молодёжную сборную Беларуси — 26 марта 2017 года в товарищеской игре против ровесников из Латвии (3:4).

## Достижения
- Обладатель Кубка Беларуси: 2021
- Обладатель Суперкубка Беларуси: 2022